# ハリカルナッソスのディオニュシオス

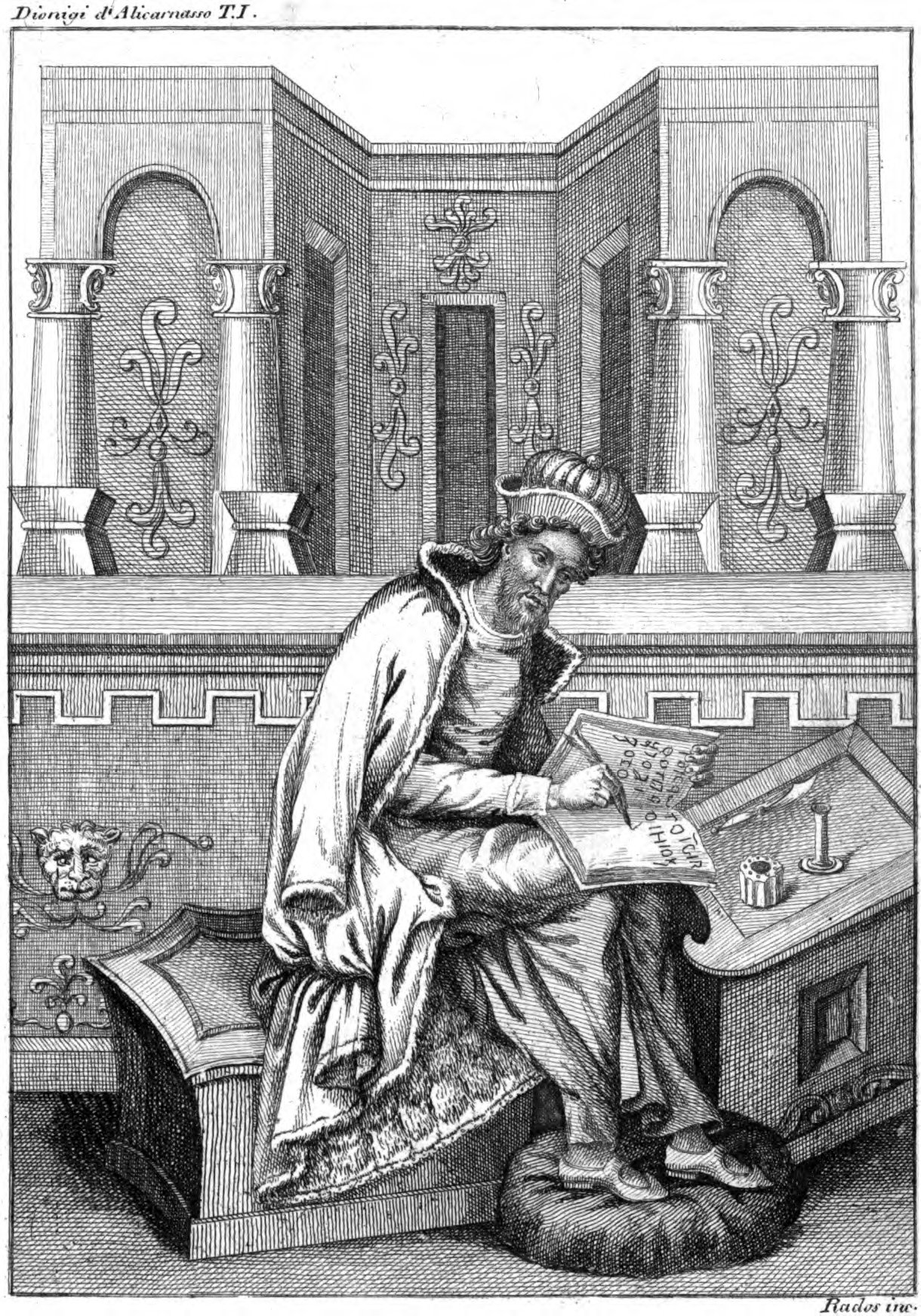
ハリカルナッソスのディオニュシオス

ハリカルナッソスのディオニュシオス（古希: Διονύσιος Ἁλικαρνασσεύς, 羅: Dionysius Halicarnasseus, 英: Dionysius of Halicarnassus, 紀元前60年 - 紀元前7年以降）は、帝政ローマ初期の歴史家、修辞学の教師。複数の著作が現存する。

## 生涯
小アジアのハリカルナッソス（現ボドルム）出身。オクタウィアヌスが帝政を開始した頃にローマに移住、ギリシア語と修辞学を教えつつ、自らもラテン語を学びローマの歴史の著述を始める。没年は定かでないが、紀元前7年以降と考えられている。

## 著作
神話時代から第一次ポエニ戦争を扱った全20巻の『ローマ古代誌』（希：Ῥωμαικὴ ἀρχαιολογία）は代表作である。1巻から9巻までは完全に、10巻と11巻は一部欠けているがほぼ残っている。しかし残りの8巻は散逸し、他の著作の引用として伝わるだけである。
修辞学教師としての体験から生まれたディオニュシオスの著作は、西欧の修辞学の発展に大きな影響を与えた。主著『文章構成法』（希: περὶ συνθέσεως ὀνομάτων）をはじめ、古典ギリシア語散文を代表する弁論家たちを論じる構想で稿を起した『古代弁論家』（希： περὶ τῶν ἀρχαίων ῥητόρων）（未完）、デモステネスの古代ギリシア最大の弁論家という評価を不動のものにした『デモステネス論』（希： περὶ τὴς Δημοσθένους λέξεως）のほか、書簡体文芸批評書『アンマイオスへの手紙』（希：πρὸς Ἀμμαῖον ἐπιστολή）、『ポンペイオスへの手紙』（希： πρὸς Πομπήιον ἐπιστολή）など多数の著作が知られる。18世紀のイギリスの詩人・詩論家アレキサンダー・ポープもその『批評論』において「ホメーロスの一行一行から新しい美を喚び起こした」と賞賛している。

## 日本語訳
- ディオニュシオス／デメトリオス 『修辞学論集』 木曽明子・戸高和弘・渡辺浩司 訳、京都大学学術出版会〈西洋古典叢書〉、2004年8月。
- ロンギノス／ディオニュシオス『古代文芸論集』 木曽明子・戸高和弘 訳、京都大学学術出版会〈西洋古典叢書〉、2018年1月